# Јован Томић
Јован Томић (Нова Варош, 9. мај 1869 — Београд, 22. јул 1932) био је српски историчар.

## Биографија
Гимназију је завршио у Крагујевцу, филолошко-историјски одсек на Великој школи 1890. Био је средњошколски професор у Крушевцу, Крагујевцу, Алексинцу и Београду, а у периоду 1903—27, управник Народне библиотеке у Београду.
За дописног члана САН-а изабран је 30. јануара 1903, а 3. фебруара 1906. постао је редовни члан. Томић је ударио основе критичке историографије турског периода српске историје (XV—XIX века).
Новим архивским документима осветлио је многе мрачне моменте из прошлости. То га је довело у сукоба са старим романтичарским схватањима о прошлости српског народа, нарочито о историји Црне Горе.
Објавио је 60 књига и брошура, преко 40 чланака и расправа, велики број критика, реферата и полемика. Бавио се и објављивањем архивске грађе.

## Наслеђе
У архиву Српске академије наука и уметности налази се вредна архивска грађа ca детаљним извештајима Млетачке републике о ситуацији у Херцеговини датирани 29. децембра 1703.

## Одабрана дела
- Томић, Јован Н. (1894). Пре три столећа: Скице из историје српског народа у XVI. веку. Крагујевац.
- Томић, Јован Н. (1901). Црнојевићи и Црна Гора (1479-1528): Историјска расправа. Београд.
- Томић, Јован Н. (1902). Десет година из историје српског народа и цркве под Турцима (1683-1693) (PDF). Београд: Државна штампарија.
- Томић, Јован Н. (1903). Пећки патријарх Јован и покрет хришћана на Балканском полуострву 1592-1614. Земун.
- Томић, Јован Н. (1906). Патријарх Арсеније III Црнојевић према Млечићима и ћесару 1685-1695. Београд: Државна штампарија.
- Томић, Јован Н. (1907). Црна Гора за Морејског рата (1684-1699). Београд: Српска краљевска академија.
- Томић, Јован Н. (1915). Насеље у млетачкој Далмацији 1409-1797. 1. Ниш: Државна штампарија.
- Томић, Јован Н. (1921). Југославија у емиграцији: Писма и белешке из 1917. Београд.